# جورج ميتشيل (ملحن)
جورج ميتشيل (بالإنجليزية: George Mitchell)‏ هو منتج أسطوانات وملحن ومؤرخ أمريكي، ولد في 9 يناير 1944 في كورال غيبلز في الولايات المتحدة.

## وصلات خارجية
- جورج ميتشيل على موقع ميوزك برينز (الإنجليزية)